# 2011 au cinéma
2011 au cinéma désigne l'ensemble des événements marquants de l'année 2011, dans le domaine du cinéma.
| Années du cinéma : 2008 - 2009 - 2010 - 2011 - 2012 - 2013 - 2014    |
| Décennies du cinéma : 1980 - 1990 - 2000 - 2010 - 2020 - 2030 - 2040 |

## Évènements

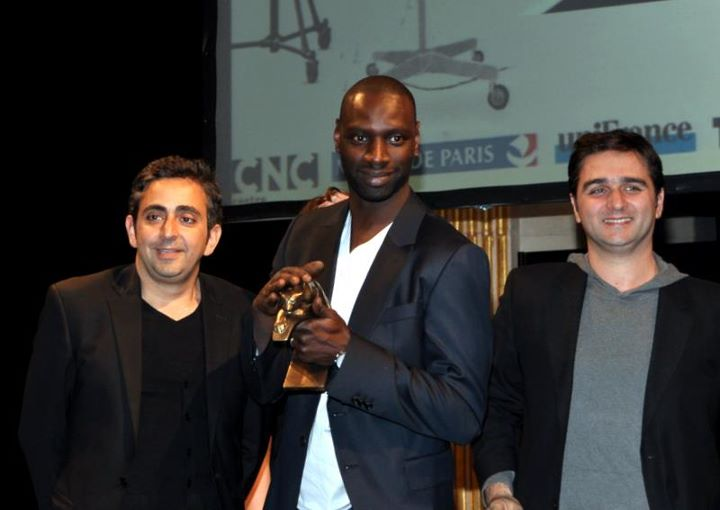
Intouchables, sorti en novembre, devient le film le plus vu de l'année en France. Ici, les réalisateurs Éric Toledano et Olivier Nakache, avec l'acteur Omar Sy à la cérémonie des Prix Lumières 2012.

- Le Nederlands Filmmuseum (Musée néerlandais du cinéma), d'Amsterdam quitte ses vieux locaux du Vondelpark, pour s'installer dans un bâtiment ultra-moderne, implanté sur la rive nord de l'IJ, toujours à Amsterdam, conçu par l'agence d'architecture viennoise Delugan-Meissl.

## Festivals

### Berlin
- Le 61e festival s'est déroulé du 10 au 20 février 2011. L'actrice et réalisatrice italo-américaine Isabella Rossellini fut présidente du jury. C'est le film Une séparation (Jodaeiye Nader az Simin) du réalisateur iranien Asghar Farhadi qui remporta l'Ours d'or du meilleur film.

### Cannes
- Le 64e Festival de Cannes s'est tenu du 11 au 22 mai. L'acteur américain Robert De Niro en fut le président du jury et la comédienne française Mélanie Laurent la maîtresse de cérémonie. Ce fut le film américain The Tree of Life de Terrence Malick qui obtint la Palme d'or.

Autres prix principaux : Grand prix ex æquo : Le Gamin au vélo des Frères Dardenne et Once Upon a Time in Anatolia de Nuri Bilge Ceylan; Prix d'interprétation féminine : Kirsten Dunst dans Melancholia de Lars von Trier ; Prix d'interprétation masculine : Jean Dujardin : dans The Artist de Michel Hazanavicius.

### Venise
- La 68e Mostra s'est tenue du 31 août au 10 septembre 2011. Le réalisateur américain Darren Aronofsky fut président du jury. Le film Faust du réalisateur russe Alexandre Sokourov gagna le Lion d'or.

### Autres festivals
- 20 au 30 janvier : 27e Festival du film de Sundance ;
- 26 au 30 janvier : 18e Fantastic'Arts de Gerardmer ;
- 26 janvier au 8 février : 1er Festival du cinéma chinois en France ;
- 26 février au 5 mars : 24e Fespaco (Festival panafricain du cinéma et de la télévision de Ouagadougou) ;
- 9 au 13 mars : 13e Festival du film asiatique de Deauville ;
- 21 au 26 mars : 12e Festival international du film d'Aubagne - Music & Cinema[1] ;
- 23 au 29 mars : 1er Festival du cinéma israélien de Paris ;
- 19 au 26 mars : 25e Festival international de films de Fribourg (FIFF) ;
- 25 mars au 3 avril : 33e Festival international de films de femmes de Créteil ;
- 11 au 18 avril : 18e Festival COLCOA de Los Angeles ;
- 6 au 11 juin : 35e Festival international du film d'animation d'Annecy ;
- du 1er au 9 juillet : 11e Festival international du film fantastique de Neuchâtel
- du 2 au 13 juillet : 9e Festival Paris Cinéma ;
- du 31 août au 10 septembre : 68e Mostra de Venise ;
- du 2 au 11 septembre : 37e Festival du cinéma américain de Deauville ;
- du 3 au 9 octobre : 3e Festival Lumière à Lyon ;
- du 24 au 30 octobre : 2e Samain du cinéma fantastique[2] ;
- du 22 au 27 novembre : 19e Festival du cinéma russe à Honfleur : Grand prix : Gromozeka (Громозека) (ru), 2010, de Vladimir Kott (ru).

## Meilleurs films de l'année selon la presse

### Cahiers du cinéma(France)
1. Habemus papam (Nanni Moretti)

2. (ex æquo) L'Étrange Affaire Angélica (Manoel de Oliveira), The Tree of Life (Terrence Malick)

4. (ex æquo) Hors Satan (Bruno Dumont), Essential Killing (Jerzy Skolimowski)

6. (ex æquo) Melancholia (Lars von Trier), Un été brûlant (Philippe Garrel)

8. (ex æquo) Super 8 (J. J. Abrams), L'Apollonide : Souvenirs de la maison close (Bertrand Bonello), La Dernière Piste (Kelly Reichardt)

### The New Yorker(États-Unis)
- Hugo Cabret (Martin Scorsese)
- The Tree of Life (Terrence Malick)
- Margin Call (J. C. Chandor)
- Copie conforme (Abbas Kiarostami)
- Une séparation (Asghar Farhadi)
- The Descendants (Alexander Payne)
- J. Edgar (Clint Eastwood)
- Source Code (Duncan Jones)
- La Planète des singes : Les Origines (Rupert Wyatt)

## Récompenses

### Oscars
- La 83e cérémonie des Oscars s'est déroulé le 27 février 2011 au Kodak Theater de Los Angeles. La soirée fut animée par les comédiens Anne Hathaway et James Franco. Ce fut le film britannique Le Discours d'un roi qui remporta l'Oscar du meilleur film.

### Césars
- La 36e cérémonie des Césars s'est déroulée le 25 février 2011 au Théâtre du Châtelet à Paris. La soirée fut présidée par la comédienne américaine Jodie Foster et animée par Antoine de Caunes. Ce fut Des hommes et des dieux de Xavier Beauvois qui obtint le César du meilleur film.

### Autres récompenses
- La 68e cérémonie des Golden Globes s'est déroulée le 16 janvier 2011, présentée par Ricky Gervais[3].
- Bruno Coulais remporte le 6e prix France Musique-Sacem de la musique de film pour la musique d'Au fond des bois de Benoît Jacquot
- L'Exercice de l'État remporte le prix des auditeurs du Masque et la plume dans la catégorie Film français et Une séparation remporte le prix dans la catégorie Film étranger.
- Le Prix Romy-Schneider est décerné à l'actrice lilloise Anaïs Demoustier.

## Principales sorties en salles en France
Sources

### Premier trimestre
| Sortie à Paris | Titre                | Pays              | Réalisateur        | Distribution                                            |
| -------------- | -------------------- | ----------------- | ------------------ | ------------------------------------------------------- |
| 5 janvier      | La Guerre des pères  | États-Unis        | Rick Famuyiwa      | Forest Whitaker, America Ferrera                        |
| 12 janvier     | True Grit            |                   | Ethan et Joel Coen | Jeff Bridges, Josh Brolin et Matt Damon                 |
| 2 février      | Rien à déclarer      | France · Belgique | Dany Boon          | Benoît Poelvoorde et Dany Boon                          |
| 2 février      | Le Discours d'un roi |                   | Tom Hooper         | Colin Firth, Helena Bonham Carter et Geoffrey Rush      |
| 9 février      | Black Swan           | États-Unis        | Darren Aronofsky   | Natalie Portman, Mila Kunis et Vincent Cassel           |
| 9 février      | Tron : L'Héritage    | États-Unis        | Joseph Kosinski    | Jeff Bridges, Bruce Boxleitner et Garrett Hedlund       |
| 16 février     | Largo Winch 2        |                   | Jérôme Salle       | Tomer Sisley et Sharon Stone                            |
| 16 février     | Last Night           |                   | Massy Tadjedin     | Keira Knightley, Eva Mendes et Guillaume Canet          |
| 23 février     | Rio Sex Comedy       |                   | Jonathan Nossiter  | Charlotte Rampling, Irène Jacob, et Bill Pullman        |
| 9 mars         | Fighter              |                   | David O. Russell   | Mark Wahlberg, Christian Bale, Amy Adams et Melissa Leo |
| 23 mars        | Rango                |                   | Gore Verbinski     | Johnny Depp, Abigail Breslin et Isla Fisher             |
|                |                      |                   |                    |                                                         |

### Deuxième trimestre
| Sortie à Paris | Titre                                          | Pays       | Réalisateur           | Distribution                                       |
| -------------- | ---------------------------------------------- | ---------- | --------------------- | -------------------------------------------------- |
| 6 avril        | World Invasion: Battle Los Angeles             |            | Jonathan Liebesman    | Aaron Eckhart, Michelle Rodriguez, Michael Peña    |
| 6 avril        | Titeuf, le film                                |            | Zep                   | Animation Voix de Donald Reignoux, Mélanie Bernier |
| 13 avril       | Scream 4                                       | États-Unis | Wes Craven            | David Arquette, Courteney Cox, Neve Campbell       |
| 13 avril       | Rio                                            | États-Unis | Carlos Saldanha       | Animation Voix de Jesse Eisenberg, Anne Hathaway   |
| 20 avril       | La Fille du puisatier                          | France     | Daniel Auteuil        | Daniel Auteuil, Kad Merad, Sabine Azéma            |
| 27 avril       | Thor                                           | États-Unis | Kenneth Branagh       | Chris Hemsworth et Natalie Portman                 |
| 5 mai          | Fast and Furious 5                             | États-Unis | Justin Lin            | Vin Diesel, Paul Walker, Dwayne Johnson            |
| 17 mai         | The Tree of Life                               | États-Unis | Terrence Malick       | Brad Pitt, Sean Penn, Jessica Chastain             |
| 18 mai         | Pirates des Caraïbes : La Fontaine de Jouvence | États-Unis | Rob Marshall          | Johnny Depp, Penélope Cruz, Geoffrey Rush          |
| 25 mai         | Very Bad Trip 2                                | États-Unis | Todd Phillips         | Bradley Cooper, Ed Helms, Zach Galifianakis        |
| 3 juin         | X-Men : Le Commencement                        | États-Unis | Matthew Vaughn        | James McAvoy, Michael Fassbender                   |
| 3 juin         | Une séparation                                 | Iran       | Asghar Farhadi        | Leila Hatami, Peyman Maadi                         |
| 15 juin        | Kung Fu Panda 2                                | États-Unis | Jennifer Yuh (en)     | Animation voix de Jack Black, Angelina Jolie       |
| 22 juin        | L'Élève Ducobu                                 | France     | Philippe de Chauveron | Élie Semoun                                        |
| 29 juin        | Transformers 3 : La Face cachée de la Lune     | États-Unis | Michael Bay           | Shia LaBeouf, Rosie Huntington-Whiteley            |
|                |                                                |            |                       |                                                    |

### Troisième trimestre
| Sortie à Paris | Titre                                              | Pays                  | Réalisateur      | Distribution                                   |
| -------------- | -------------------------------------------------- | --------------------- | ---------------- | ---------------------------------------------- |
| 1 juillet      | Les Tuche                                          | Drapeau de la France  | Olivier Baroux   | Jean-Paul Rouve, Isabelle Nanty                |
| 13 juillet     | Harry Potter et les Reliques de la Mort - Partie 2 | États-Unis            | David Yates      | Daniel Radcliffe, Rupert Grint, Emma Watson    |
| 27 juillet     | Cars 2                                             | États-Unis            | Brad Lewis       | Animation Voix de Owen Wilson                  |
| 3 août         | Les Schtroumpfs                                    | États-Unis · Belgique | Raja Gosnell     | Voix de Katy Perry, Fred Armisen, Alan Cumming |
| 3 août         | Super 8                                            | États-Unis            | J. J. Abrams     | Joel Courtney, Elle Fanning, Kyle Chandler     |
| 10 août        | Green Lantern                                      | États-Unis            | Martin Campbell  | Ryan Reynolds, Blake Lively, Peter Sarsgaard   |
| 10 août        | La Planète des singes : Les Origines               | États-Unis            | Rupert Wyatt     | James Franco, Freida Pinto, John Lithgow       |
| 17 août        | Captain America: First Avenger                     | États-Unis            | Joe Johnston     | Chris Evans, Hugo Weaving, Samuel L. Jackson   |
| 17 août        | Conan                                              | États-Unis            | Marcus Nispel    | Jason Momoa, Rachel Nichols, Stephen Lang      |
| 24 août        | Cowboys et Envahisseurs                            | États-Unis            | Jon Favreau      | Daniel Craig, Olivia Wilde et Harrison Ford    |
| 31 août        | Destination finale 5                               | États-Unis            | Steven Quale     | Emma Bell, Nicholas D'Agosto                   |
| 31 août        | La guerre est déclarée                             | France                | Valérie Donzelli | Valérie Donzelli, Jérémie Elkaïm               |
| 7 septembre    | Habemus papam                                      | Italie                | Nanni Moretti    | Michel Piccoli, Nanni Moretti                  |
| 21 septembre   | L'Apollonide : Souvenirs de la maison close        | France                | Bertrand Bonello | Hafsia Herzi, Céline Sallette, Jasmine Trinca  |
|                |                                                    |                       |                  |                                                |

### Quatrième trimestre
| Sortie à Paris | Titre                                        | Pays              | Réalisateur                    | Distribution                                                          |
| -------------- | -------------------------------------------- | ----------------- | ------------------------------ | --------------------------------------------------------------------- |
| 12 octobre     | The Artist                                   | France            | Michel Hazanavicius            | Jean Dujardin, Bérénice Bejo                                          |
| 12 octobre     | Un monstre à Paris                           | France            | Bibo Bergeron                  | animation voix de Vanessa Paradis, Gad Elmaleh, -M-                   |
| 26 octobre     | Polisse                                      | France            | Maïwenn                        | Karin Viard, Marina Foïs, JoeyStarr, Maïwenn                          |
| 26 octobre     | Le Secret de La Licorne                      | États-Unis        | Steven Spielberg               | animation voix de Jamie Bell, Andy Serkis                             |
| 2 novembre     | Intouchables                                 | France            | Olivier Nakache, Éric Toledano | François Cluzet, Omar Sy                                              |
| 9 novembre     | Mon pire cauchemar                           | France · Belgique | Anne Fontaine                  | Isabelle Huppert, Benoît Poelvoorde, André Dussollier, Virginie Efira |
| 16 novembre    | Twilight, chapitre IV : Révélation, partie 1 | États-Unis        | Bill Condon                    | Kristen Stewart, Robert Pattinson, Taylor Lautner                     |
| 23 novembre    | Time Out                                     | États-Unis        | Andrew Niccol                  | Justin Timberlake, Amanda Seyfried, Cillian Murphy                    |
| 7 décembre     | Mission impossible : Protocole Fantôme       | États-Unis        | Brad Bird                      | Tom Cruise, Ving Rhames, Jeremy Renner                                |
| 7 décembre     | Le Chat potté                                | États-Unis        | Chris Miller                   | animation voix de Antonio Banderas et Salma Hayek                     |
| 14 décembre    | Hugo Cabret                                  | Etats-Unis        | Martin Scorsese                | Asa Butterfield, Chloë Moretz                                         |
| 21 décembre    | Alvin et les Chipmunks 3                     |                   | Mike Mitchell                  | Jason Lee, voix de Justin Long, Jesse McCartney, Matthew Gray Gubler  |
|                |                                              |                   |                                |                                                                       |

## Fréquentation
En France, l'année 2011 est une année record pour la fréquentation en salles, avec 217 millions d'entrées, notamment grâce au succès d'Intouchables.

## Principaux décès

### 1ertrimestre
- 2 janvier : Pete Postlethwaite, 64 ans, acteur britannique ;
- 2 février: Defne Joy Foster, 35 ans, actrice turque ;
- 3 février : Maria Schneider, 58 ans, actrice française ;
- 13 février : Manuel Esperón, 99 ans, compositeur mexicain de musiques de films de la « época de oro » ;
- 28 février : Annie Girardot, 79 ans, actrice française, César de la meilleure actrice en 1977 ;
- 28 février : Jane Russell, 89 ans, actrice américaine ;
- 15 mars : Michel Fortin, 73 ans, acteur français ;
- 17 mars : Michael Gough, 94 ans, acteur britannique ;
- 23 mars : Elizabeth Taylor, 79 ans, actrice américaine ;

### 2etrimestre
- 3 mai : Catherine Wagener, 58 ans, actrice française;
- 24 avril : Marie-France Pisier, 66 ans, actrice française;

### 3etrimestre
- 13 juillet : Marc Rioufol, acteur français (7 février 1962).
- 21 août : Patrick Guillemin, acteur français et comédien de doublage (° 13 novembre 1950).
- 6 septembre : George Kuchar, réalisateur américain, (° 31 août 1942) ;
- 1er août : Janna Prokhorenko, actrice russe, (° 11 mai 1940) ;
- 3 août : Bubba Smith, 66 ans, acteur américain, (° 28 février 1945) ;
- 19 août : Raoul Ruiz, 70 ans, réalisateur chilien, (° 25 juillet 1941) ;

### 4etrimestre
- 29 octobre : Robert Lamoureux, 91 ans, réalisateur français ;
- 2 novembre : Sickan Carlsson (en), actrice et chanteuse suédoise ;
- 4 novembre : Cynthia Myers, 61 ans, actrice et modèle américain ;
- 6 novembre : Hal Kanter, 92 ans, scénariste, réalisateur et producteur américain ;
- 19 novembre : Ömer Lütfi Akad, 95 ans, réalisateur turc ;
- 19 novembre : John Neville, 86 ans, acteur canadien ;
- 20 novembre : Robert Party, 87 ans, acteur français ;
- 27 novembre : Ken Russell, 84 ans, réalisateur britannique ;
- 28 novembre : Vittorio De Seta, 88 ans, réalisateur et scénariste italien ;
- 1er décembre : Alan Sues, 85 ans, acteur américain ;
- 1er décembre : Bill McKinney, 80 ans, acteur américain ;
- 3 décembre : Dev Anand, 88 ans, acteur indien ;
- 11 décembre : Velko Kanev, 63 ans, acteur bulgare ;